# Curry Mallet
Curry Mallet är en ort och civil parish i Storbritannien.   Den ligger i grevskapet Somerset och riksdelen England, i den södra delen av landet, 210 km väster om huvudstaden London. Curry Mallet ligger 42 meter över havet och antalet invånare är 306.
Terrängen runt Curry Mallet är platt åt nordost, men åt sydväst är den kuperad.Runt Curry Mallet är det ganska tätbefolkat, med 160 invånare per kvadratkilometer. Närmaste större samhälle är Taunton, 10,4 km väster om Curry Mallet. Trakten runt Curry Mallet består till största delen av jordbruksmark.